# Tugumulyo (Lempuing)
Tugumulyo is een bestuurslaag in het regentschap Ogan Komering Ilir van de provincie Zuid-Sumatra, Indonesië. Tugumulyo telt 12.663 inwoners (volkstelling 2010).